# Frank Koenegracht
Frank (Franklin Hendricus) Koenegracht (Rotterdam, 23 juli 1945) is een Nederlandse dichter en psychiater.
Zijn debuut was in 1966 met gedichten in het literaire tijdschrift Maatstaf. Koenegracht debuteerde in 1971 met zijn bundel Een gekke tweepersoonswesp. In 2003 verscheen de verzamelbundel Vroege sneeuw van meer dan dertig jaar poëzie. Zes gedichten van Koenegracht werden in 2004 opgenomen in Gerrit Komrij's De Nederlandse poëzie van de 19de t/m de 21ste eeuw. Koenegrachts thema's komen met name uit de wereld van de psychiatrie en de popmuziek. In 2009 ging hij met pensioen. Hierna verscheen Lekker dood in eigen land met bijbehorende tekeningen.
De poëzie van Koenegracht werd in 1990 bekroond met de Anna Blaman Prijs. In 2001 kreeg hij de Frans Erensprijs voor zijn gehele oeuvre.
Koenegracht staat ook bekend als een kenner van de cantates van Johann Sebastian Bach.